# Lawrencia
Lawrencia es un género con trece especies de plantas con flores de la familia Malvaceae. Es originario de Australia. Fue descrito por William Jackson Hooker y publicado en Icones Plantarum 3: t. 262, en el año 1840. La especie tipo es Lawrencia spicata Hook.

## Especies
Incluye las especies:
- Lawrencia berthae (F.Muell.) Melville[4]
- Lawrencia buchananensis Lander
- Lawrencia chrysoderma Lander
- Lawrencia cinerea Lander
- Lawrencia densiflora (Baker f.) Melville
- Lawrencia diffusa (Benth.) Melville
- Lawrencia glomerata Hook.[4]
- Lawrencia helmsii (F.Muell. & Tate) Lander[5]
- Lawrencia incana (J.M.Black) Melville
- Lawrencia repens (S.Moore) Melville
- Lawrencia spicata Hook.
- Lawrencia squamata Nees[4]
- Lawrencia viridigrisea Lander